# Der gute Bulle
 Der gute Bulle ist eine Kriminalfilmreihe des ZDF. Die erste Folge wurde am 25. September 2017 ausgestrahlt. Hauptdarsteller in den in unregelmäßigen Abständen gesendeten jeweils in sich abgeschlossenen einzelnen Folgen in Spielfilm-Länge von 90 Minuten ist Armin Rohde.

## Handlung
Fredo Schulz hat vor Jahren seine Frau und seinen Sohn bei einem Flugzeugabsturz verloren. Daraus resultiert ein Alkoholproblem und er hat mittlerweile den Polizeidienst quittiert. Als ein Sexualstraftäter gesucht wird, gegen den Schulz schon ermittelt hatte, holt man ihn zu dem neuen Fall hinzu, um hoffentlich sein neuestes Opfer retten zu können oder wenigstens den Mann endlich zu überführen. Von da an wird Schulz immer wieder bei brisanten Sonderermittlungseinsätzen zu Hilfe geholt.

## Besetzung

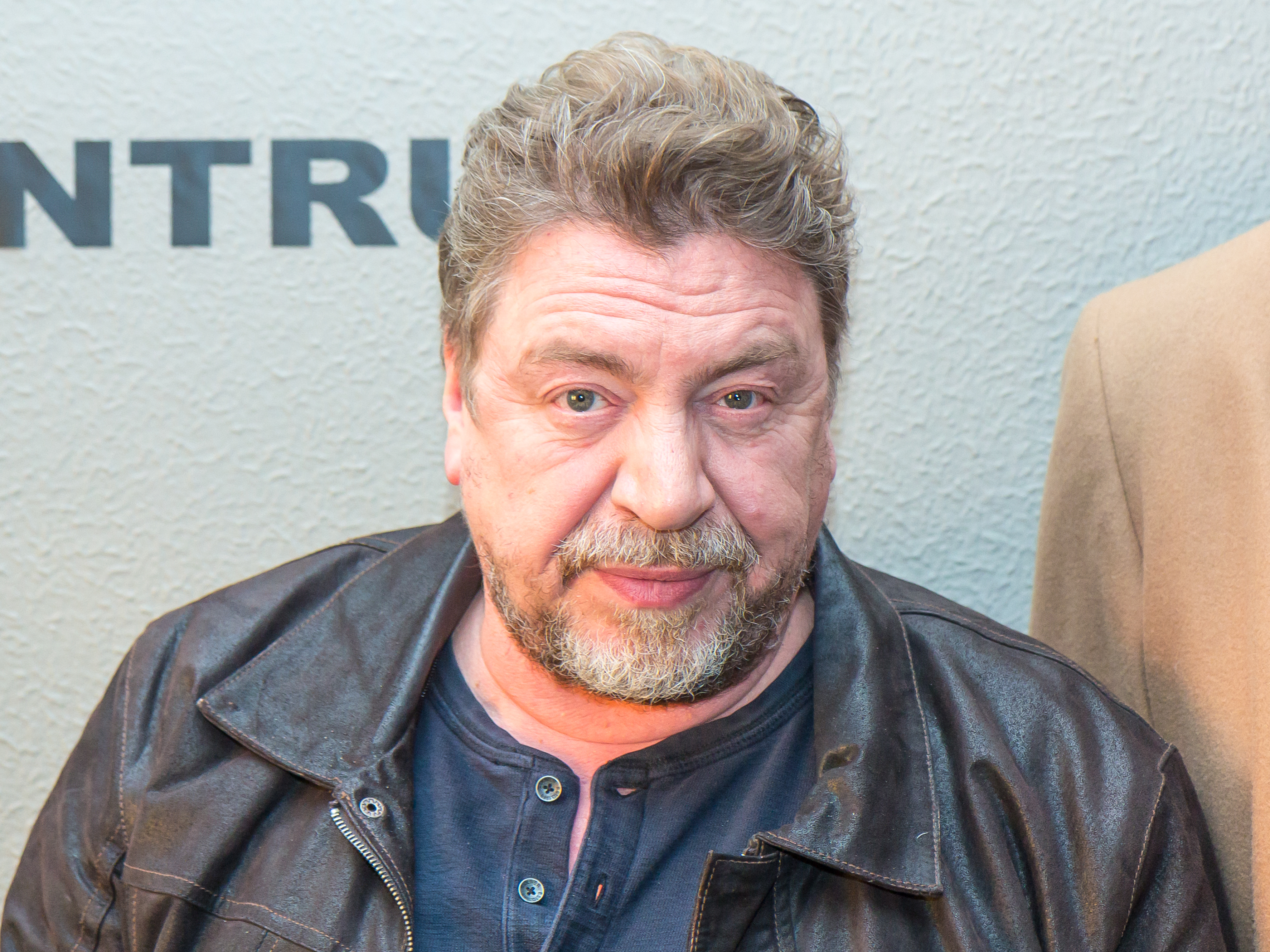
Armin Rohde
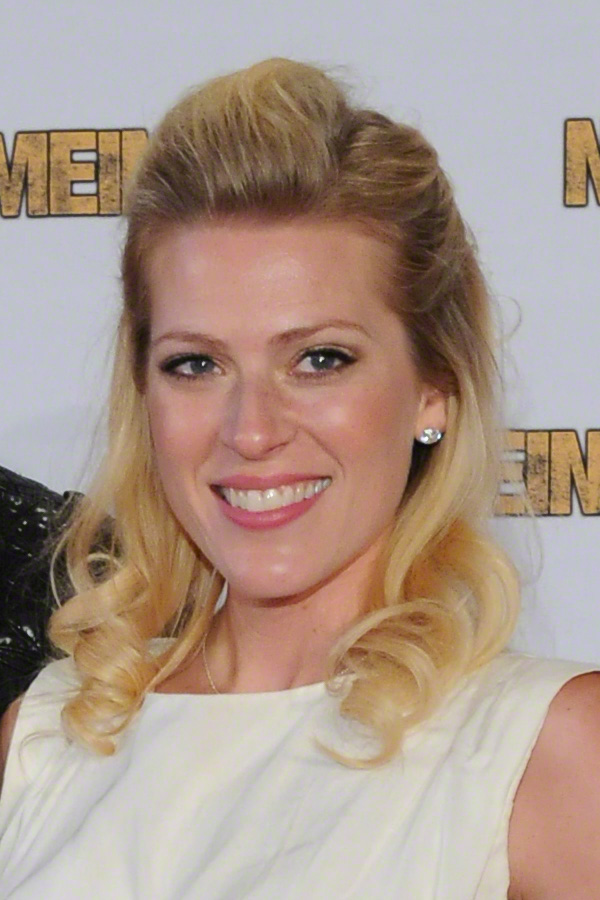
Nele Kiper
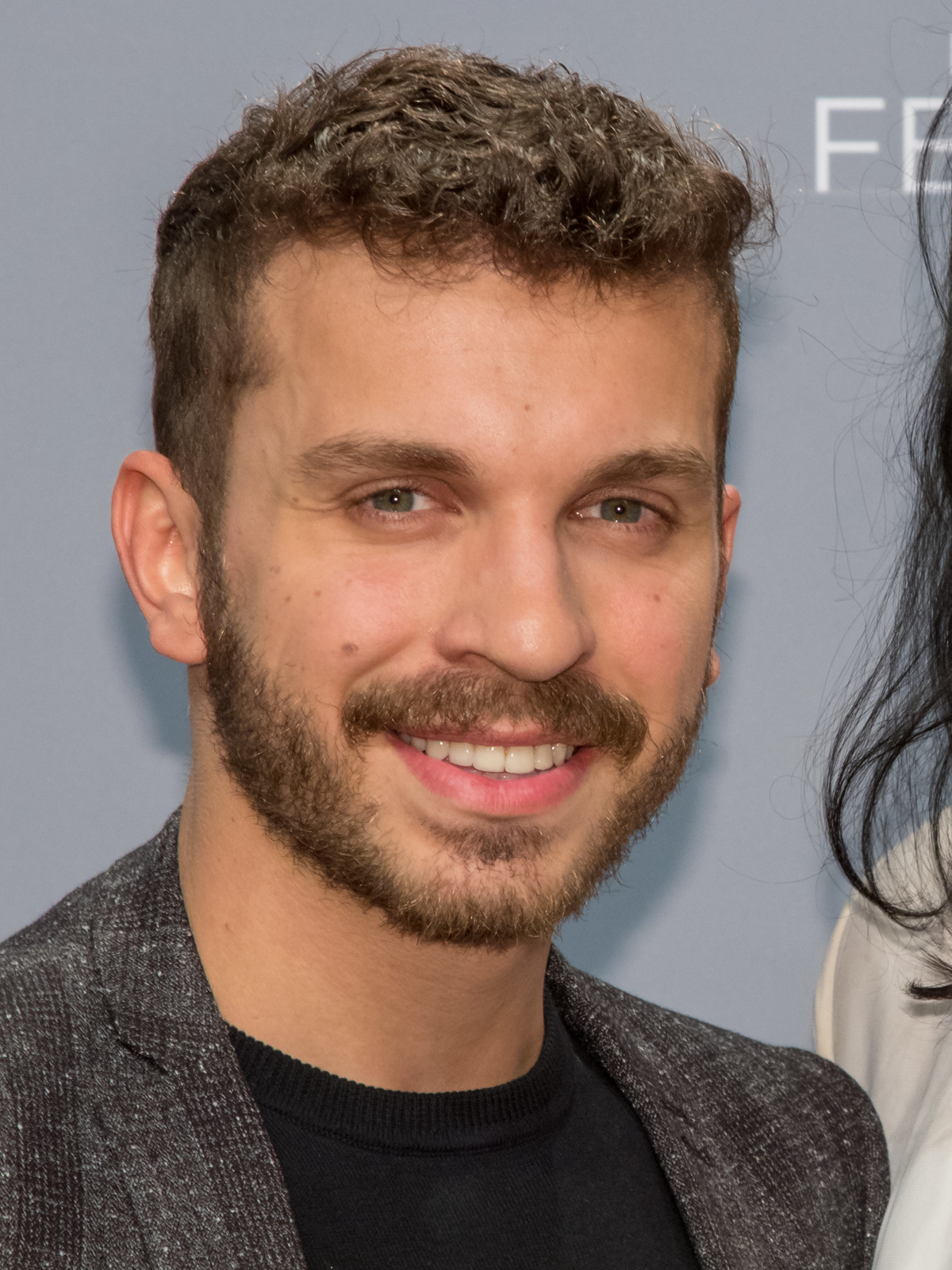
Edin Hasanović
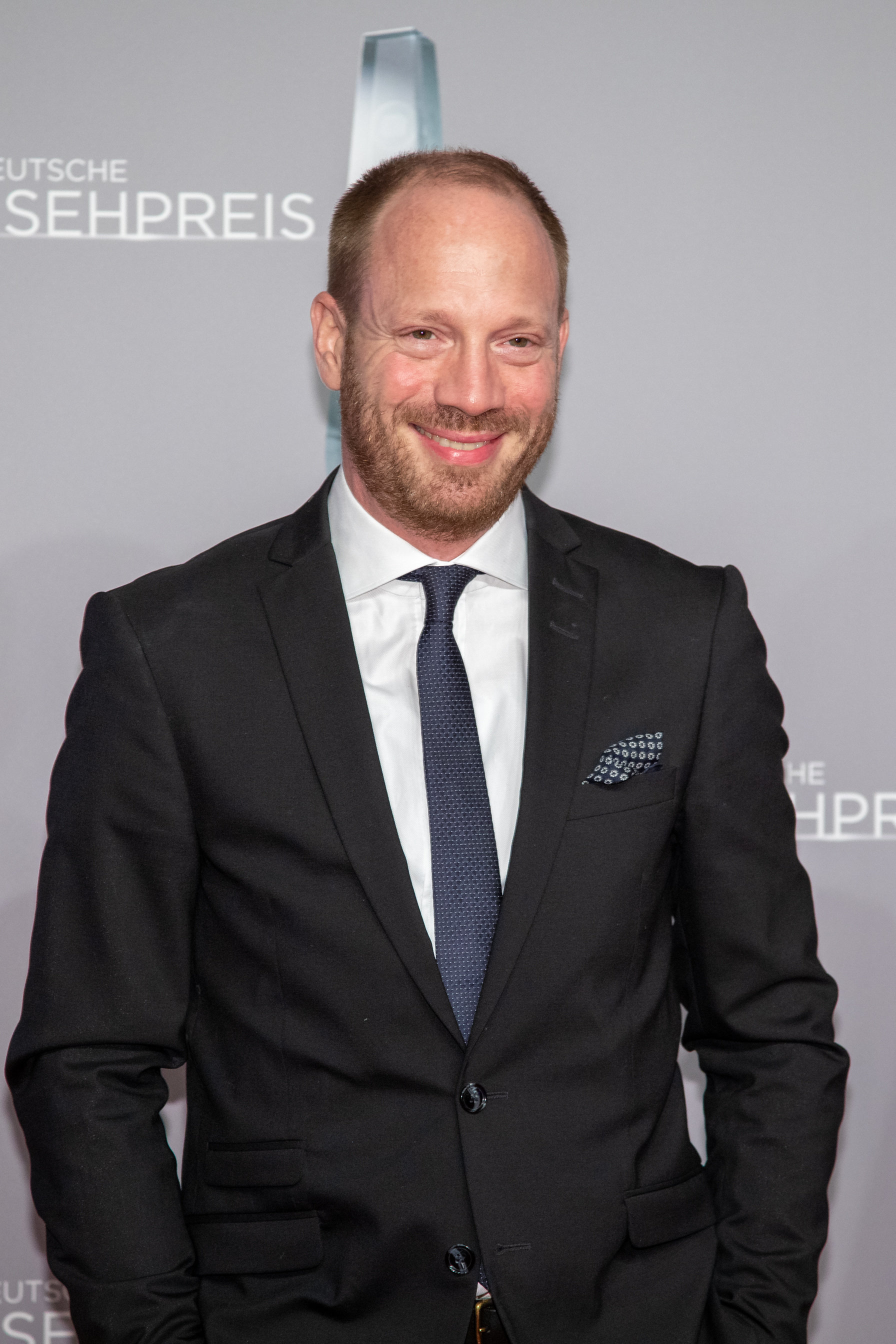
Johann von Bülow
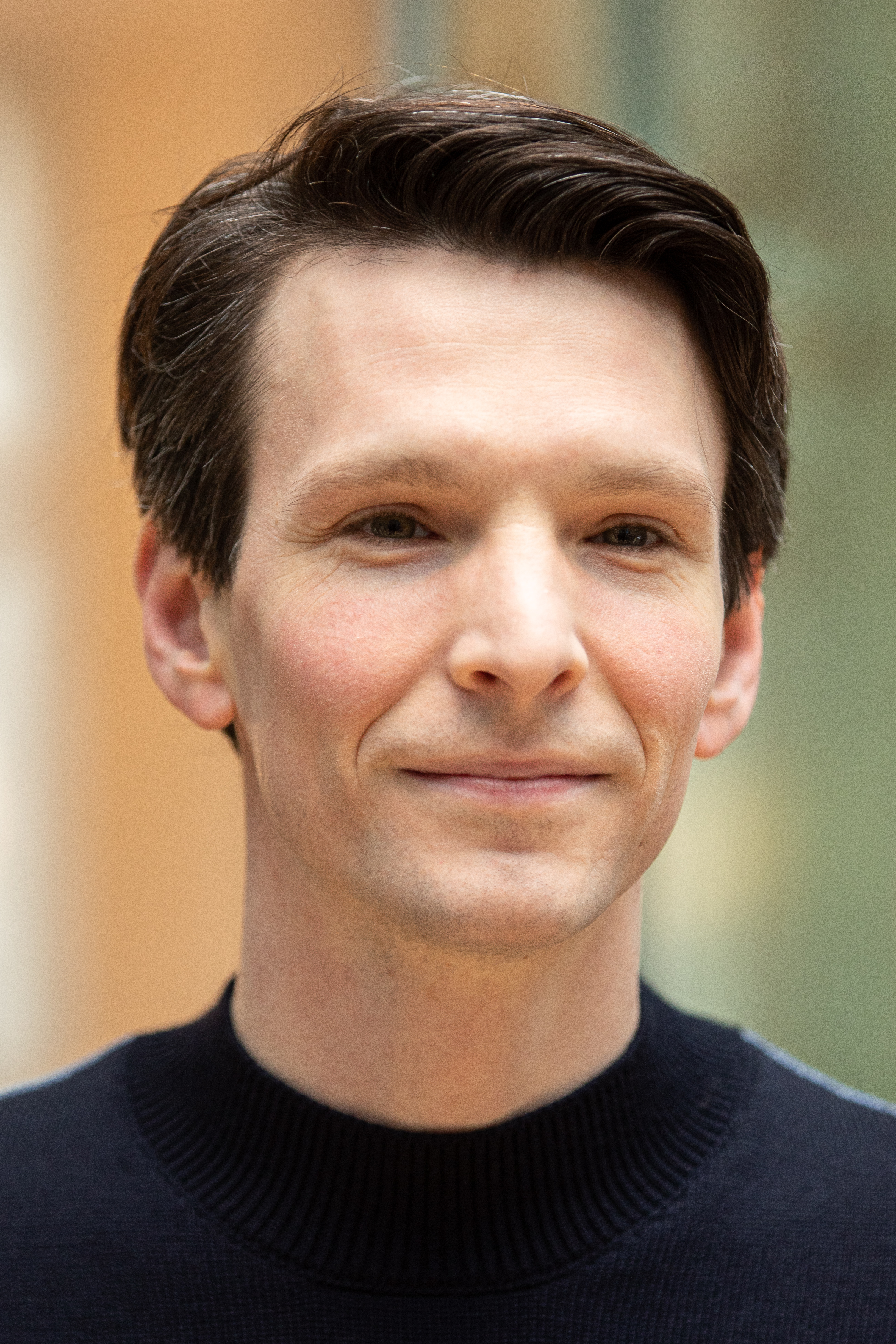
Sabin Tambrea

| Schauspieler/in  | Rollenname      | Folgen |
| ---------------- | --------------- | ------ |
| Armin Rohde      | Fredo Schulz    | 1–     |
| Nele Kiper       | Lola Karras     | 1–     |
| Edin Hasanović   | Milan Filipovic | 1–3    |
| Johann von Bülow | Paul Schellack  | 1, 3–  |
| Sabin Tambrea    | Radu Lupescu    | 3–     |

## Episodenliste
| Nr. | Originaltitel        | Erstausstrahlung        | Regie       | Drehbuch    | Zuschauer                    |
| --- | -------------------- | ----------------------- | ----------- | ----------- | ---------------------------- |
| 1   | Der gute Bulle       | 25. Sep. 2017           | Lars Becker | Lars Becker | 6,20 Mio.                    |
| 2   | Friss oder stirb     | 26. April 2019 (arte)   | Lars Becker | Lars Becker | 6,02 Mio. (ZDF 25. Mai 2020) |
| 3   | Nur Tote reden nicht | 30. Oktober 2020 (arte) | Lars Becker | Lars Becker | 5,32 Mio. (ZDF 17.02.2021)   |
| 4   | Heaven can wait      | 9. Februar 2024 (arte)  | Lars Becker | Lars Becker |                              |

## Kritik
Auf tittelbach.tv schrieb Rainer Tittelbach: „Freundschaft, Rache, Sucht, Schuld, Verzweiflung und Tod – diese Motive sind typisch für die Genrefilme von Nachtschicht-Erfinder Lars Becker. Auch ‚Familie‘ ist ein Schlüsselbegriff. Man kennt sich, ist sich oft nah, selbst der Feind ist einem vertraut. Der große dramaturgische Vorteil dieser engen Beziehungen ist die sehr viel größere Emotionalität, die solche Geschichten freisetzen.“
Bei film-rezensionen.de wertete Oliver Armknecht: „Ein bisschen unglücklich ist es ja schon, wenn in einer Zeit, in der weltweit systematischer Rassismus und übertriebene Gewalt in der Polizei die Leute auf die Straßen trieb, ein Film mit dem Titel ‚Der gute Bulle‘ erscheint. Andererseits war der Titel der Krimireihe ohnehin immer nur eine, die man in Anführungszeichen setzen sollte. Denn Fredo Schulz mag sicher vieles sein, ein herausragendes Vorbild sicher nicht. Den Trend der letzten Jahre aufgreifend, den Ermittelnden der Polizei auch ein paar Abgründe auf den Leib zu schreiben, bekamen wir es mit einem kaputten Typen zu tun, der sein Alkoholproblem nur schwer in den Griff bekommt und nicht unbedingt der umgänglichste Mensch im öffentlichen Dienst ist.“